# Monika Thamm
Monika Hanna Thamm (* 25. Mai 1944 in Berlin) ist eine deutsche ehemalige Politikerin (CDU). Sie war von 2006 bis 2016 Mitglied des Abgeordnetenhauses von Berlin.

## Leben und Studium
Monika Thamm wuchs in Berlin-Schöneberg auf und studierte nach dem Erwerb des Abiturs über den Zweiten Bildungsweg Betriebswirtschaft, Volkswirtschaft, Wirtschaftspädagogik und Anglistik an der Freien Universität Berlin und in England. Das Studium schloss sie 1973 mit dem Diplom, 1975 mit dem ersten und 1977 mit dem zweiten Staatsexamen als Diplom-Handelslehrerin ab. 1977 bis zu ihrer Pensionierung 2005 arbeitete sie als Diplom-Handelslehrerin und Schulleiterin an berufsbildenden Schulen.

## Politik
Monika Thamm trat 1993 der CDU bei und bekleidete innerhalb der Partei, so auch in der Frauen-Union, zahlreiche Ämter. Seit 2008 war sie stellvertretende Landesvorsitzende der Frauen-Union Berlin.
Von 1997 bis Oktober 2006 war sie Mitglied der Bezirksverordnetenversammlung in Schöneberg (ab 2001 im fusionierten Bezirk Tempelhof-Schöneberg) und dort jugendpolitische Sprecherin der Fraktion sowie Mitglied der Spielplatzkommission.
Bei den Wahlen zum Berliner Abgeordnetenhaus 2006 und 2011 wurde sie jeweils über die Bezirksliste Tempelhof-Schöneberg in das Berliner Abgeordnetenhaus gewählt. Dort war sie Mitglied im Hauptausschuss, im Ausschuss für Inneres, Sicherheit und Ordnung, im Petitionsausschuss und im Ausschuss für Sport sowie im Unterausschuss Bezirke. 2016 schied sie aus dem Parlament aus, war jedoch erste Nachrückerin über die Bezirksliste der CDU Tempelhof-Schöneberg.
Thamm hätte zum 1. August 2019 für die in das Europäische Parlament gewählte Hildegard Bentele in das Abgeordnetenhaus nachrücken können, verzichtete jedoch aus persönlichen Gründen auf die Annahme des Mandats.
| Personendaten    | Personendaten                            |
| ---------------- | ---------------------------------------- |
| NAME             | Thamm, Monika                            |
| ALTERNATIVNAMEN  | Thamm, Monika Hanna (vollständiger Name) |
| KURZBESCHREIBUNG | deutsche Politikerin (CDU), MdA          |
| GEBURTSDATUM     | 25. Mai 1944                             |
| GEBURTSORT       | Berlin                                   |